# Пойкимо
Пойкимо — деревня в Алёховщинском сельском поселении Лодейнопольского района Ленинградской области.

## История
Деревня Пойкима и при ней усадьба помещика Корсакова упоминаются на карте Санкт-Петербургской губернии Ф. Ф. Шуберта 1834 года.

ПОЙКИНО — деревня принадлежит полковнику Корсакову, число жителей по ревизии: 7 м. п., 16 ж. п.
 
ПОЙКИНО — деревня принадлежит Казённому ведомству, число жителей по ревизии: 33 м. п., 38 ж. п. (1838 год)

ПОЙКИНО — деревня Ведомства государственного имущества, по просёлочной дороге, число дворов — 14, число душ — 33 м. п. (1856 год)

СЕЛЬЦО ПОЙКИМО — мыза владельческая при реке Оять, число дворов — 2, число жителей: 9 м. п., 7 ж. п.

ПОЙКИМО — деревня казённая при реке Оять, число дворов — 14, число жителей: 29 м. п., 51 ж. п. (1862 год)

Сборник Центрального статистического комитета описывал её так:

ПОЙКИМА — деревня деревня бывшая государственная при реке Ояти, дворов — 14, жителей — 65; две лавки. (1885 год)

Согласно материалам по статистике народного хозяйства Новоладожского уезда 1891 года сельцо Пойкимо площадью 3173 десятины принадлежало купцу А. Л. Чекалеву, имение было приобретено частями в 1870, 1875 и 1886 годах за 33 500 рублей, в имении была водяная мельница.
В конце XIX — начале XX века деревня административно относилась к Суббочинской волости 3-го стана Новоладожского уезда Санкт-Петербургской губернии.
По данным «Памятной книжки Санкт-Петербургской губернии» за 1905 год деревня называлась Пойкима и входила в Алёховское сельское общество.
С 1917 по 1918 год деревня входила в состав Алёховщинского сельсовета Суббочинской волости Новоладожского уезда.
С 1922 года в составе Лодейнопольского уезда.
С февраля 1927 года в составе Шапшинской волости. С августа 1927 года в составе Оятского района.
Согласно карте Ленинградской области Северо-западного аэрогеодезического треста ГГУ издания 1932 года деревня насчитывала 20 крестьянских дворов.
По данным 1933 года деревня называлась Попкино и входила в состав Алёховщинского сельсовета Оятского района.
В 1939 году население деревни составляло 205 человек.

Деревня Пойкимо на карте РККА 1940 года

С 1955 года в составе Лодейнопольского района.
В 1958 году население деревни составляло 73 человека.
По данным 1966, 1973 и 1990 годов деревня Пойкимо также  входила в состав Алёховщинского сельсовета.
В 1997 году в деревне Пойкимо Алёховщинской волости проживали 14 человек, в 2002 году — 27 человек (русские — 96 %).
В 2007 году в деревне Пойкимо Алёховщинского СП проживали 17 человек, в 2010 году — 16, в 2014 году — 17 человек.

## География
Деревня расположена в центральной части района к югу от автодороги 41К-016 (Станция Оять — Плотично) и к востоку от автодороги 41А-009 (Лодейное Поле — Чудово).
Расстояние до административного центра поселения — 4 км.
Расстояние до ближайшей железнодорожной станции Лодейное Поле — 55 км.
Деревня находится на левом берегу реки Оять в месте впадения в неё реки Озеренжа.

## Демография
| 1838 | 1862 | 1885 | 1939 | 1958 | 1997 | 2007 |
| ---- | ---- | ---- | ---- | ---- | ---- | ---- |
| 94   | ↗96  | ↘65  | ↗205 | ↘73  | ↘14  | ↗17  |
| 2010 | 2014 | 2015 | 2016 | 2017 |      |      |
| ↘16  | ↗17  | →17  | ↘15  | →15  |      |      |

### Национальный состав
Согласно данным Всероссийской переписи населения 2021 года в деревне проживали 32 человека, все русские.

## Инфраструктура
На 1 января 2014 года в деревне было зарегистрировано: хозяйств — 12, частных жилых домов — 34.
На 1 января 2015 года в деревне зарегистрировано: хозяйств — 12, жителей — 17.

## Археология
На выставке «Викинги. Путь на Восток» была представлена трилистная фибула типа 90 по типологии Я. Петерсена из деревни Нюбиничи (курган 1, комплекс 1, раскопки А. М. Линевского). Кроме фибулы типа 90 в женском трупосожжении найден ещё браслет.

## Улицы
тер. Нюбиничи, тер. Шахтиполье.